# Saison cyclonique 2022 dans l'océan Pacifique nord-ouest
La saison cyclonique 2022 dans l'océan Pacifique nord-ouest concerne les cyclones tropicaux au nord de l'équateur entre les méridiens 100 °E et la ligne de changement de date pour l'année 2022. La saison n'a pas de date spécifique de début ou de fin selon la définition de l'Organisation météorologique mondiale. Cependant, les cyclones dans ce bassin montrent un double pic d'activité en mai et en novembre.
Dans le nord-ouest de l'océan Pacifique, il existe deux agences distinctes qui attribuent des noms aux cyclones tropicaux et il arrive souvent qu'un cyclone soit connu par deux noms. L'Agence météorologique du Japon (JMA) nommera un cyclone tropical s'il est jugé qu'il a des vitesses de vent soutenues sur 10 minutes d'au moins 65 km/h n'importe où dans le bassin, tandis que l'Administration des services atmosphériques, géophysiques et astronomiques des Philippines (PAGASA) attribue des noms aux cyclones tropicaux qui se déplacent ou forment une dépression tropicale dans leur zone de responsabilité, qu'un cyclone tropical ait déjà reçu ou non un nom par le JMA. Les systèmes tropicaux qui sont surveillés par le Joint Typhoon Warning Center (JTWC) reçoivent un numéro avec un suffixe "W". L'échelle utilisée pour l'intensité des cyclones tropicaux dépend également de l'agence concernée.

## Prévisions saisonnières
| TSR Date               | Tempêtes nommées | Typhons           | Typhons intenses  | ACE                    | Ref.  |
| ---------------------- | ---------------- | ----------------- | ----------------- | ---------------------- | ----- |
| Moyenne (1965–2021)    | 25.9             | 16.2              | 8.8               | 293                    | [ 1 ] |
| 5 mai 2022             | 23               | 13                | 7                 | 293                    | [ 1 ] |
| 6 juillet 2022         | 23               | 13                | 7                 | 217                    | [ 2 ] |
| 9 août 2022            | 23               | 14                | 6                 | 166                    | [ 3 ] |
| Autres prévisions Date | Émetteur         | Période           | Période           | Systèmes               | Ref.  |
| 22 décembre 2021       | PAGASA           | Janvier–mars      | Janvier–mars      | 0–3 cyclones tropicaux | [ 4 ] |
| 22 décembre 2021       | PAGASA           | Avril–juin        | Avril–juin        | 1–4 cyclones tropicaux | [ 4 ] |
| 29 juin 2022           | PAGASA           | Juillet–septembre | Juillet–septembre | 3–6 cyclones tropicaux | [ 5 ] |
| June 29, 2022          | PAGASA           | Octobre–décembre  | Octobre–décembre  | 5–9 cyclones tropicaux | [ 5 ] |

Au cours de l'année, plusieurs services météorologiques nationaux et agences scientifiques prévoient combien de cyclones tropicaux, de tempêtes tropicales et de typhons se formeront au cours d'une saison ou combien de cyclones tropicaux affecteront un pays particulier. Ces agences comprenaient en 2022 le Consortium Tropical Storm Risk (TSR) de l'University College de Londres, PAGASA et le Bureau central de météorologie de Taïwan. Le tableau ci-contre donne ces prévisions.